# Livin' for You
«Livin' for You» —en castellano: «Viviendo por ti»— es una melodía interpretada por la banda estadounidense de rock Boston y fue compuesta por Tom Scholz.  Aparece originalmente en el álbum Walk On, lanzado al mercado en 1994 por MCA Records.

## Lanzamiento
Al igual que su antecesor, «Livin' for You» fue publicado como sencillo promocional por MCA Records en 1994.  Este disco compacto numera el mismo tema en tres ocasiones, pero, este trío de canciones tienen un tiempo diferente de duración.
Esta melodía no consiguió entrar en los listados de popularidad en los Estados Unidos.

## Diferentes versiones
Aunque este sencillo enlista la misma canción, tiene algunas diferencias según el lugar de su publicación. La edición europea es la mayor duración, mientras que la versión editada de EE. UU. contiene dos veces el tema homónimo.

## Lista de canciones
El tema fue escrito por Tom Scholz.

| Versión estadounidense de dos canciones |                                         |          |  |
| N.º                                     | Título                                  | Duración |  |
| 1.                                      | «Livin' for You» (versión del sencillo) | 3:43     |  |
| 2.                                      | «Livin' for You» (versión del álbum)    | 4:58     |  |
| 8:41                                    |                                         |          |  |

| Versión estadounidense de tres canciones |                                                                                |          |  |
| N.º                                      | Título                                                                         | Duración |  |
| 1.                                       | «Livin' for You» (versión del sencillo)                                        | 3:43     |  |
| 2.                                       | «Livin' for You» (versión del sencillo con introducción instrumental reducida) | 3:30     |  |
| 3.                                       | «Livin' for You» (versión del sencillo sin introducción instrumental)          | 2:46     |  |
| 8:59                                     |                                                                                |          |  |

| Maxisencillo europeo |                                                      |          |  |
| N.º                  | Título                                               | Duración |  |
| 1.                   | «Livin' for You» (versión con introducción reducida) | 3:43     |  |
| 2.                   | «Livin' for You» (versión del sencillo)              | 4:12     |  |
| 3.                   | «Livin' for You» (versión del álbum)                 | 4:58     |  |
| 12:53                |                                                      |          |  |

## Créditos
- Fran Cosmo — voz principal
- Tom Scholz — guitarra, bajo, batería y teclados
- Gary Pihl — guitarra
- Bob Cedro — guitarra
- David Sikes — bajo
- Doug Huffman — batería